# Halles Célestes

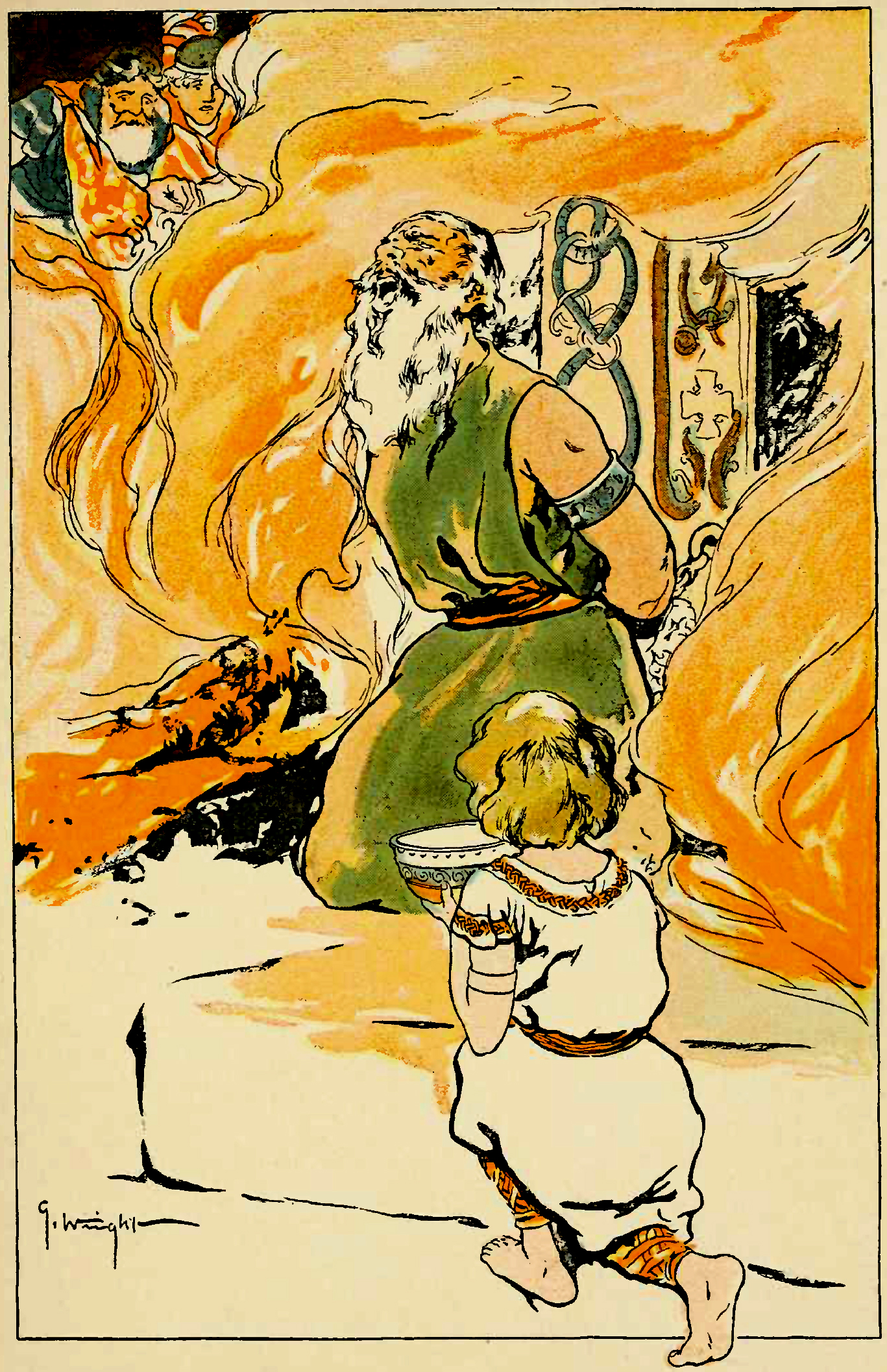
Personne ne lui a donné une pensée de pitié sauf le petit Agnar par George Wright. Le jeune Agnar offre à boire à Grímnir torturé.

Dans la mythologie nordique, un ensemble de douze halles célestes ou temples furent construits sur la plaine d'Ásgard pour les douze Ases majeurs.

## Les Halles célestes dans les textes
Dans le Grímnismál (Les dits de Grímnir), Odin, déguisé en Grimnir, décrit au jeune Agnar les douze Halles Célestes, demeures des principaux ases, pour le remercier de son aide et de sa pitié.

## Les Halles célestes comme signes du zodiaque
Selon certaines interprétations, les douze halles célestes pourraient correspondre également aux douze signes du zodiaque, Thrudheim étant le zénith. En effet, les Scandinaves divisaient leur année en douze mois placés chacun sous le patronage d'un dieu.
Cette analyse connaît tout de même des critiques, dans la mesure notamment où le Grimnismál - dans lequel se trouve l'essentiel des connaissances sur ces temples - les numérote explicitement sans pour autant être univoque sur la place de Thrudheim. Par ailleurs, si Valaskjálf doit être entendu comme étant le Valhalla, la classification de Finn Magnussen lui fait correspondre un peu opportunément non Odin mais son fils Vali.
| Halle Céleste | Divinité tutélaire | Signe zodiacal | Période      |
| ------------- | ------------------ | -------------- | ------------ |
| Ýdalir        | Ullr               | Sagittaire     | 23 novembre  |
| Álfheimr      | Freyr              | Capricorne     | 23 décembre  |
| Valaskjálf    | Vali               | Verseau        | 22 janvier   |
| Sökkvabekkr   | Sága               | Poisson        | 21 février   |
| Gladsheim     | Odin               | Bélier         | 23 mars      |
| Thrymheimr    | Skadi              | Taureau        | 22 avril     |
| Breidablik    | Balder             | Gémeaux        | 22 mai       |
| Himinbjörg    | Heimdall           | Cancer         | 21 juin      |
| Fólkvangr     | Freyja             | Lion           | 25 juillet   |
| Glitnir       | Forseti            | Vierge         | 24 août      |
| Nóatún        | Njörd              | Balance        | 23 septembre |
| Landvidi      | Vidar              | Scorpion       | 23 octobre   |